# Gran Premio motociclistico di Spagna 2018
Il Gran Premio motociclistico di Spagna 2018 è stata la quarta prova del motomondiale del 2018 e si è svolta il 6 maggio sul Circuito di Jerez de la Frontera.
I vincitori delle gare nelle tre classi in competizione sono stati: Marc Márquez in MotoGP, Lorenzo Baldassarri in Moto2 e Philipp Öttl in Moto3.

## MotoGP
Seconda vittoria consecutiva in campionato per lo spagnolo Marc Márquez che ottiene anche la testa della classifica provvisoria; alcuni giri prima del termine un incidente ha coinvolto i tre piloti in lotta per il secondo posto della gara, Daniel Pedrosa, Jorge Lorenzo e Andrea Dovizioso che sono costretti al ritiro. Giunge così al secondo posto il francese Johann Zarco (anche al secondo posto provvisorio in campionato) e al terzo posto l'italiano Andrea Iannone.

### Arrivati al traguardo
| Pos. | Nº | Pilota            | Squadra                     | Motocicletta       | Giri | Tempo     | Griglia | Punti |
| ---- | -- | ----------------- | --------------------------- | ------------------ | ---- | --------- | ------- | ----- |
| 1º   | 93 | Marc Márquez      | Repsol Honda                | Honda RC213V       | 25   | 41'39.678 | 5º      | 25    |
| 2º   | 5  | Johann Zarco      | Monster Yamaha Tech 3       | Yamaha YZR-M1      | 25   | +5,241    | 3º      | 20    |
| 3º   | 29 | Andrea Iannone    | Suzuki Ecstar               | Suzuki GSX-RR      | 25   | +8,214    | 7º      | 16    |
| 4º   | 9  | Danilo Petrucci   | Alma Pramac Racing          | Ducati Desmosedici | 25   | +8,617    | 9º      | 13    |
| 5º   | 46 | Valentino Rossi   | Movistar Yamaha             | Yamaha YZR-M1      | 25   | +8,743    | 10º     | 11    |
| 6º   | 43 | Jack Miller       | Alma Pramac Racing          | Ducati Desmosedici | 25   | +9,768    | 12º     | 10    |
| 7º   | 25 | Maverick Viñales  | Movistar Yamaha             | Yamaha YZR-M1      | 25   | +13,543   | 11º     | 9     |
| 8º   | 19 | Álvaro Bautista   | Ángel Nieto Team            | Ducati Desmosedici | 25   | +14,076   | 20º     | 8     |
| 9º   | 21 | Franco Morbidelli | EG 0,0 Marc VDS             | Honda RC213V       | 25   | +16,822   | 15º     | 7     |
| 10º  | 36 | Mika Kallio       | Red Bull KTM Factory Racing | KTM RC16           | 25   | +19,405   | 19º     | 6     |
| 11º  | 44 | Pol Espargaró     | Red Bull KTM Factory Racing | KTM RC16           | 25   | +21,149   | 16º     | 5     |
| 12º  | 30 | Takaaki Nakagami  | LCR Honda IDEMITSU          | Honda RC213V       | 25   | +21,174   | 14º     | 4     |
| 13º  | 38 | Bradley Smith     | Red Bull KTM Factory Racing | KTM RC16           | 25   | +21,765   | 21º     | 3     |
| 14º  | 53 | Esteve Rabat      | Reale Avintia Raing         | Ducati Desmosedici | 25   | +22,103   | 17º     | 2     |
| 15º  | 45 | Scott Redding     | Aprilia Racing Team Gresini | Aprilia RS-GP      | 25   | +36,755   | 25º     | 1     |
| 16º  | 55 | Hafizh Syahrin    | Monster Yamaha Tech 3       | Yamaha YZR-M1      | 25   | +41,861   | 22º     |       |
| 17º  | 10 | Xavier Siméon     | Reale Avintia Raing         | Ducati Desmosedici | 25   | +49,241   | 24º     |       |
| 18º  | 17 | Karel Abraham     | Ángel Nieto Team            | Ducati Desmosedici | 24   | +1 giro   | 23º     |       |

### Ritirati
| Nº | Pilota           | Squadra                     | Motocicletta       | Giri | Griglia |
| -- | ---------------- | --------------------------- | ------------------ | ---- | ------- |
| 99 | Jorge Lorenzo    | Ducati Team                 | Ducati Desmosedici | 17   | 4º      |
| 4  | Andrea Dovizioso | Ducati Team                 | Ducati Desmosedici | 17   | 8º      |
| 26 | Daniel Pedrosa   | Repsol Honda                | Honda RC213V       | 17   | 2º      |
| 35 | Cal Crutchlow    | LCR Honda CASTROL           | Honda RC213V       | 16   | 1º      |
| 12 | Thomas Lüthi     | EG 0,0 Marc VDS             | Honda RC213V       | 11   | 18º     |
| 42 | Álex Rins        | Suzuki Ecstar               | Suzuki GSX-RR      | 5    | 6º      |
| 41 | Aleix Espargaró  | Aprilia Racing Team Gresini | Aprilia RS-GP      | 0    | 13º     |

## Moto2
Prima vittoria stagionale per l'italiano Lorenzo Baldassarri che ha preceduto sul traguardo il portoghese Miguel Oliveira e l'altro italiano Francesco Bagnaia. Sono proprio i due piloti italiani, Bagnaia e Baldassarri rispettivamente, che capeggiano la classifica provvisoria del campionato.

### Arrivati al traguardo
| Pos. | Nº | Pilota              | Squadra                      | Motocicletta       | Giri | Tempo     | Griglia | Punti |
| ---- | -- | ------------------- | ---------------------------- | ------------------ | ---- | --------- | ------- | ----- |
| 1º   | 7  | Lorenzo Baldassarri | Pons HP40                    | Kalex Moto2        | 23   | 39'33.889 | 1º      | 25    |
| 2º   | 44 | Miguel Oliveira     | Red Bull KTM Ajo             | KTM Moto2          | 23   | +2,851    | 14º     | 20    |
| 3º   | 42 | Francesco Bagnaia   | SKY Racing Team VR46         | Kalex Moto2        | 23   | +6,25     | 3º      | 16    |
| 4º   | 97 | Xavi Vierge         | Dynavolt Intact GP           | Kalex Moto2        | 23   | +6,953    | 7º      | 13    |
| 5º   | 54 | Mattia Pasini       | Italtrans Racing             | Kalex Moto2        | 23   | +10,138   | 10º     | 11    |
| 6º   | 41 | Brad Binder         | Red Bull KTM Ajo             | KTM Moto2          | 23   | +11,731   | 5º      | 10    |
| 7º   | 23 | Marcel Schrötter    | Dynavolt Intact GP           | Kalex Moto2        | 23   | +18,138   | 17º     | 9     |
| 8º   | 22 | Sam Lowes           | Swiss Innovative Investors   | KTM Moto2          | 23   | +18,677   | 8º      | 8     |
| 9º   | 27 | Iker Lecuona        | Swiss Innovative Investors   | KTM Moto2          | 23   | +20,743   | 19º     | 7     |
| 10º  | 20 | Fabio Quartararo    | Beta Tools - Speed Up Racing | Speed Up           | 23   | +20,787   | 18º     | 6     |
| 11º  | 36 | Joan Mir            | EG 0,0 Marc VDS              | Kalex Moto2        | 23   | +23,202   | 6º      | 5     |
| 12º  | 24 | Simone Corsi        | Tasca Racing                 | Kalex Moto2        | 23   | +23,419   | 13º     | 4     |
| 13º  | 45 | Tetsuta Nagashima   | IDEMITSU Honda Team Asia     | Kalex Moto2        | 23   | +26,132   | 16º     | 3     |
| 14º  | 40 | Héctor Barberá      | Pons HP40                    | Kalex Moto2        | 23   | +26,951   | 15º     | 2     |
| 15º  | 5  | Andrea Locatelli    | Italtrans Racing             | Kalex Moto2        | 23   | +27,121   | 20º     | 1     |
| 16º  | 64 | Bo Bendsneyder      | Tech 3 Racing                | Tech 3 Mistral 610 | 23   | +27,377   | 23º     |       |
| 17º  | 9  | Jorge Navarro       | Federal Oil Gresini          | Kalex Moto2        | 23   | +33,193   | 4º      |       |
| 18º  | 89 | Khairul Idham Pawi  | IDEMITSU Honda Team Asia     | Kalex Moto2        | 23   | +33,834   | 25º     |       |
| 19º  | 32 | Isaac Viñales       | SAG Team                     | Kalex Moto2        | 23   | +44,651   | 21º     |       |
| 20º  | 3  | Lukas Tulovic       | Kiefer Racing                | KTM Moto2          | 23   | +49,048   | 24º     |       |
| 21º  | 21 | Federico Fuligni    | Tasca Racing                 | Kalex Moto2        | 23   | +50,333   | 32º     |       |
| 22º  | 18 | Xavier Cardelús     | Team Stylobike               | Kalex Moto2        | 23   | +53,016   | 31º     |       |
| 23º  | 14 | Héctor Garzó        | Tech 3 Racing                | Tech 3 Mistral 610 | 23   | +59,489   | 30º     |       |
| 24º  | 95 | Jules Danilo        | Nashi Argan SAG              | Kalex Moto2        | 22   | +1 giro   | 29º     |       |

### Ritirati
| Nº | Pilota              | Squadra                      | Motocicletta | Giri | Griglia |
| -- | ------------------- | ---------------------------- | ------------ | ---- | ------- |
| 4  | Steven Odendaal     | NTS RW Racing GP             | NTS          | 21   | 26º     |
| 16 | Joe Roberts         | NTS RW Racing GP             | NTS          | 18   | 27º     |
| 73 | Álex Márquez        | EG 0,0 Marc VDS              | Kalex Moto2  | 10   | 2º      |
| 52 | Danny Kent          | Beta Tools - Speed Up Racing | Speed Up     | 10   | 11º     |
| 63 | Zulfahmi Khairuddin | SIC Racing                   | Kalex Moto2  | 9    | 33º     |
| 62 | Stefano Manzi       | Forward Racing               | Suter MMX2   | 8    | 22º     |
| 13 | Romano Fenati       | Marinelli Snipers            | Kalex Moto2  | 6    | 9º      |
| 51 | Eric Granado        | Forward Racing               | Suter MMX2   | 2    | 28º     |
| 10 | Luca Marini         | SKY Racing Team VR46         | Kalex Moto2  | 0    | 12º     |

## Moto3
Prima vittoria in carriera nel motomondiale per il pilota tedesco Philipp Öttl che ha preceduto l'italiano Marco Bezzecchi e lo spagnolo Marcos Ramírez; tutti i piloti del podio erano equipaggiati da KTM. In testa alla classifica provvisoria del campionato vi è ora Bezzecchi che ha superato lo spagnolo Jorge Martín, partito dalla pole position ma caduto in gara.

### Arrivati al traguardo
| Pos. | Nº | Pilota                 | Squadra                    | Motocicletta  | Giri | Tempo     | Griglia | Punti |
| ---- | -- | ---------------------- | -------------------------- | ------------- | ---- | --------- | ------- | ----- |
| 1º   | 65 | Philipp Öttl           | Südmetall Schedl GP Racing | KTM RC 250 GP | 22   | 39'39.799 | 2º      | 25    |
| 2º   | 12 | Marco Bezzecchi        | Redox PrüstelGP            | KTM RC 250 GP | 22   | +0,059    | 5º      | 20    |
| 3º   | 42 | Marcos Ramírez         | Bester Capital Dubai       | KTM RC 250 GP | 22   | +3,733    | 18º     | 16    |
| 4º   | 72 | Alonso López           | Estrella Galicia 0,0       | Honda NSF250R | 22   | +3,515    | 7º      | 13    |
| 5º   | 5  | Jaume Masiá            | Bester Capital Dubai       | KTM RC 250 GP | 22   | +3,958    | 25º     | 11    |
| 6º   | 24 | Tatsuki Suzuki         | SIC58 Squadra Corse        | Honda NSF250R | 22   | +4,000    | 10º     | 10    |
| 7º   | 21 | Fabio Di Giannantonio  | Del Conca Gresini          | Honda NSF250R | 22   | +4,033    | 3º      | 9     |
| 8º   | 84 | Jakub Kornfeil         | Redox PrüstelGP            | KTM RC 250 GP | 22   | +4,161    | 16º     | 8     |
| 9º   | 27 | Kaito Toba             | Honda Team Asia            | Honda NSF250R | 22   | +4,171    | 11º     | 7     |
| 10º  | 19 | Gabriel Rodrigo        | RBA BOE Skull Rider        | KTM RC 250 GP | 22   | +4,216    | 20º     | 6     |
| 11º  | 23 | Niccolò Antonelli      | SIC58 Squadra Corse        | Honda NSF250R | 22   | +4,176    | 4º      | 5     |
| 12º  | 71 | Ayumu Sasaki           | Petronas Sprinta Racing    | Honda NSF250R | 22   | +4,264    | 23º     | 4     |
| 13º  | 16 | Andrea Migno           | Ángel Nieto Team           | KTM RC 250 GP | 22   | +8,166    | 6º      | 3     |
| 14º  | 76 | Makar Yurchenko        | CIP - Green Power          | KTM RC 250 GP | 22   | +8,382    | 13º     | 2     |
| 15º  | 32 | Ai Ogura               | Asia Talent Team           | Honda NSF250R | 22   | +27,297   | 19º     | 1     |
| 16º  | 7  | Adam Norrodin          | Petronas Sprinta Racing    | Honda NSF250R | 22   | +27,346   | 27º     |       |
| 17º  | 8  | Nicolò Bulega          | SKY Racing Team VR46       | KTM RC 250 GP | 22   | +27,574   | 22º     |       |
| 18º  | 11 | Livio Loi              | Reale Avintia Academy      | KTM RC 250 GP | 22   | +27,599   | 28º     |       |
| 19º  | 41 | Nakarin Atiratphuvapat | Honda Team Asia            | Honda NSF250R | 22   | +27,795   | 29º     |       |
| 20º  | 22 | Kazuki Masaki          | RBA BOE Skull Rider        | KTM RC 250 GP | 22   | +37,042   | 14º     |       |

### Ritirati
| Nº | Pilota              | Squadra                          | Motocicletta  | Giri | Griglia |
| -- | ------------------- | -------------------------------- | ------------- | ---- | ------- |
| 33 | Enea Bastianini     | Leopard Racing                   | Honda NSF250R | 18   | 8º      |
| 14 | Tony Arbolino       | Marinelli Snipers                | Honda NSF250R | 18   | 21º     |
| 88 | Jorge Martín        | Del Conca Gresini                | Honda NSF250R | 18   | 1º      |
| 44 | Arón Canet          | Estrella Galicia 0,0             | Honda NSF250R | 18   | 15º     |
| 75 | Albert Arenas       | Ángel Nieto Team                 | KTM RC 250 GP | 13   | 24º     |
| 48 | Lorenzo Dalla Porta | Leopard Racing                   | Honda NSF250R | 0    | 9º      |
| 10 | Dennis Foggia       | SKY Racing Team VR46             | KTM RC 250 GP | 0    | 12º     |
| 17 | John McPhee         | CIP - Green Power                | KTM RC 250 GP | 0    | 17º     |
| 52 | Jeremy Alcoba       | Junior Team Estrella Galicia 0,0 | Honda NSF250R | 0    | 26º     |

### Non partito
| Nº | Pilota        | Squadra          | Motocicletta  |
| -- | ------------- | ---------------- | ------------- |
| 40 | Darryn Binder | Red Bull KTM Ajo | KTM RC 250 GP |